# Święty Domnius
Święty Domnius, wł. San Domnione (Donnione) di Salona (ur. ?, zm. 299) – święty katolicki, męczennik, biskup.
Pochodzący z Salony (obecnie Solin) miejscowy biskup Dominus, za czasów cesarza Dioklecjana padł ofiarą prześladowań chrześcijan.
Jego wspomnienie obchodzone jest 11 kwietnia.